# پاولینناوه
پاولینناوه (به آلمانی: Paulinenaue) یک شهر در آلمان است که در هافه‌لانت واقع شده‌است. پاولینناوه ۱٬۳۱۰ نفر جمعیت دارد.